# Skeppsholmens folkhögskola

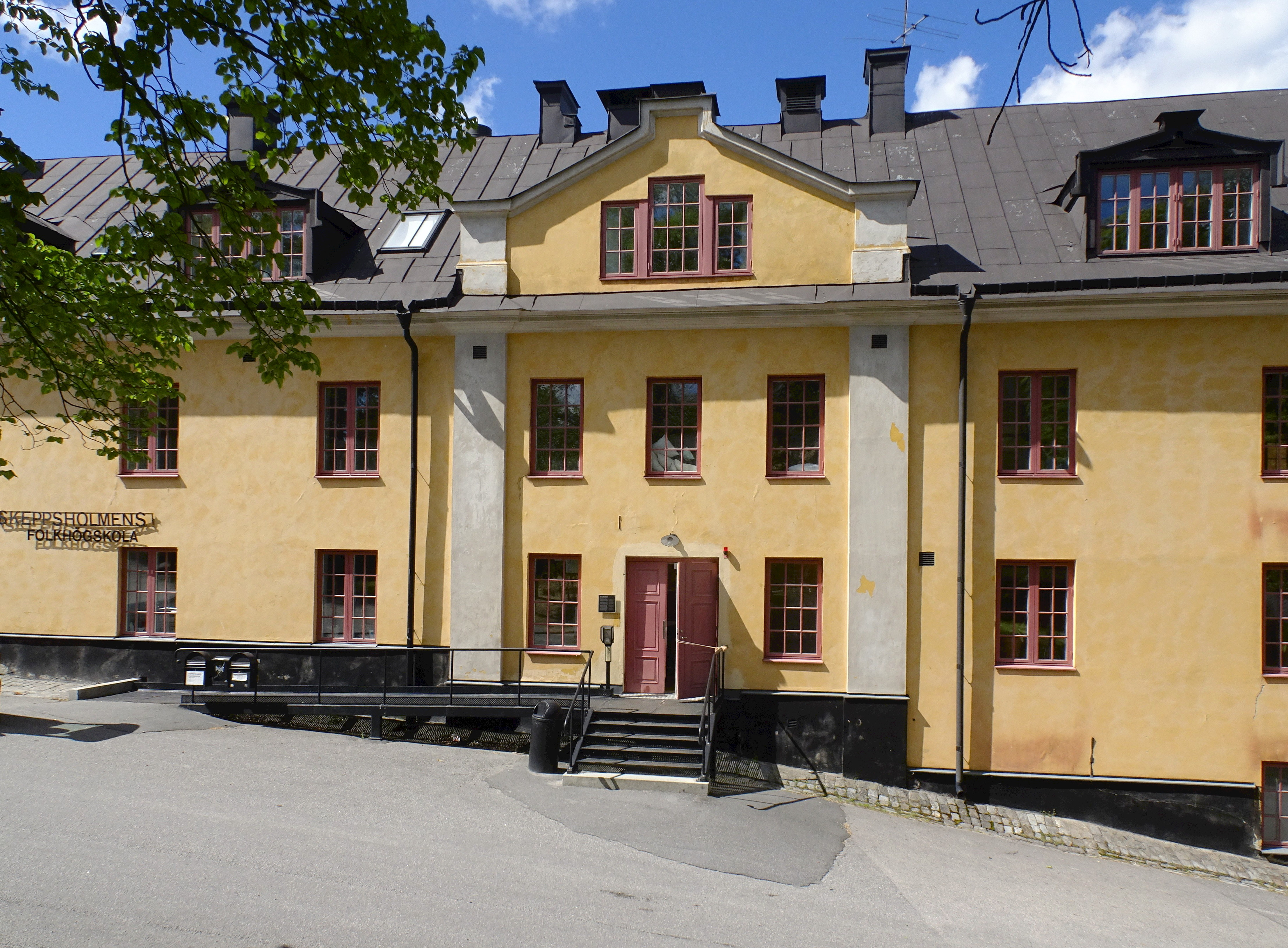
Skeppsholmens Folkhögskola, 2017.

Skeppsholmens folkhögskola är en folkhögskola på Skeppsholmen i Stockholm. Idén till Skeppsholmens folkhögskola föddes 1975 ombord på skolfartyget Shamrock. 1983 fick Skeppsholmens folkhögskola status som självständig folkhögskola och maritima linjen med båtbyggeri startades. 
Skolan ligger i Flottans gamla lokaler Norra och Södra fundamenten från 1750-talet. I lokalerna har även Föreningen folkmusikhuset sin folkdans- och kaféverksamhet.

## Verksamhet
Skeppsholmens folkhögskola erbjuder dels en Allmän kurs för behörighetskomplettering inför högre studier, dels kurser med specialinriktningar som till exempel båt- och skeppsbyggeri, musik, foto- och film, illustration och skrivande. Det finns också kurser för nyanlända. Huvudman är den ideella föreningen Skeppsholmens folkhögskola. Föreningen är religiöst och politiskt oberoende.

## Båt- och skeppsbyggarkurs
Efter första året på båt- och skeppsbyggarkursen arbetar eleverna i arbetslag och väljer att antingen bygga en allmogebåt från grunden eller att fördjupa sig inom skeppsbygge. 
Byggandet av klinkbyggda allmogebåtar blev den 14 december 2021 inskrivet på Unescos världsarvslista över immateriella kulturarv. Skeppsholmens folkhögskola bidrar därmed genom sin båtbyggarkurs att vidareutveckla och förvalta detta kulturarv.
Byggandet av en replika av galeasen Förlig Wind från 1892 enligt ritningar från 1800-talet är ett större projekt, där eleverna på Båt- och skeppsbyggarkursen får praktisk övning från grunden i många arbetsmoment inom båtbyggarkonsten. Förlig Wind byggs som ett samarbete mellan Stiftelsen Carpe Vitam och Skeppsholmens folkhögskola.Originalet var den sista seglande Östersjögaleasen som gick som fraktbåt utan motor. Förlig Wind kommer att användas inom skolans verksamhet.

### Bilder "Förlig Wind"

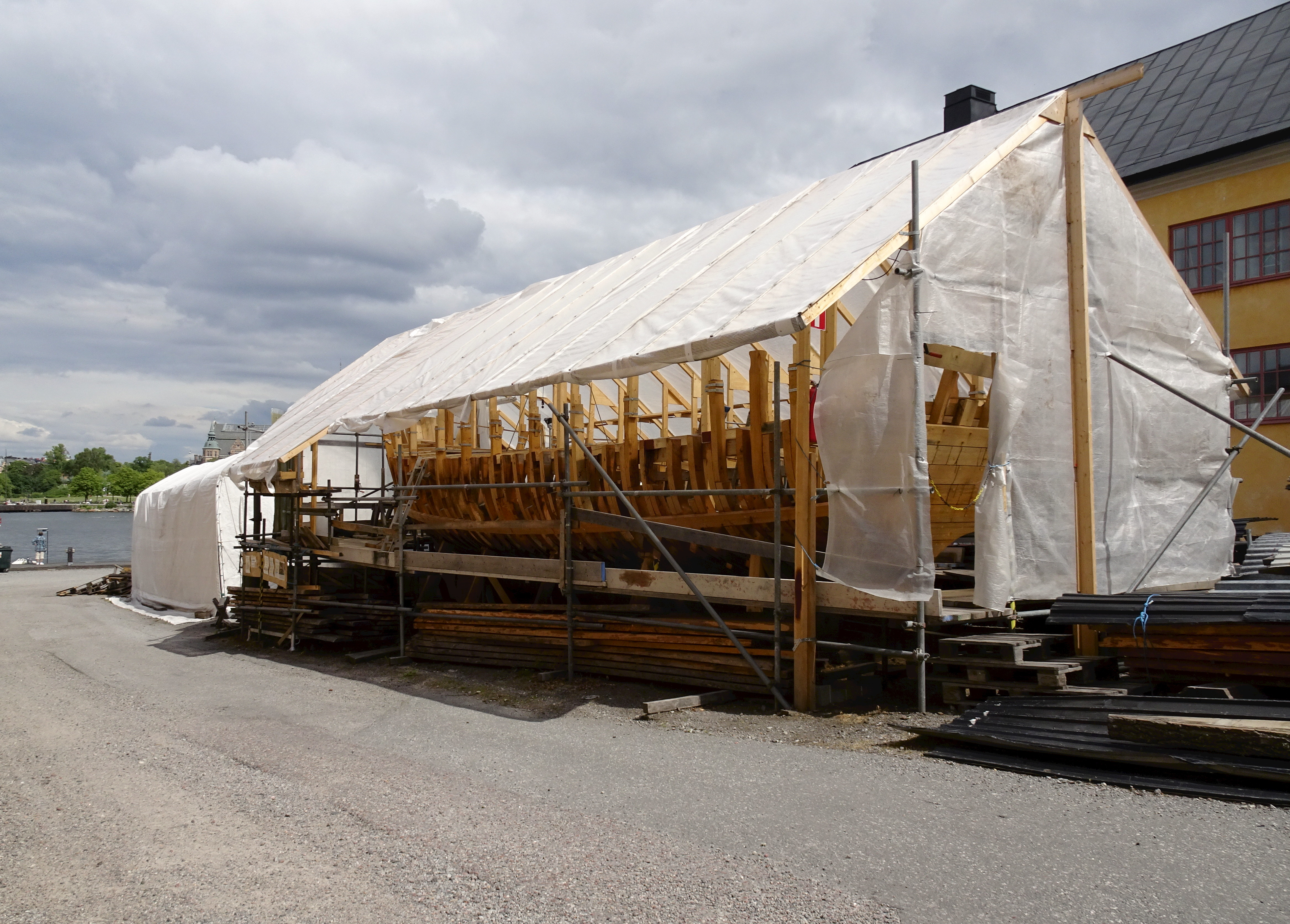
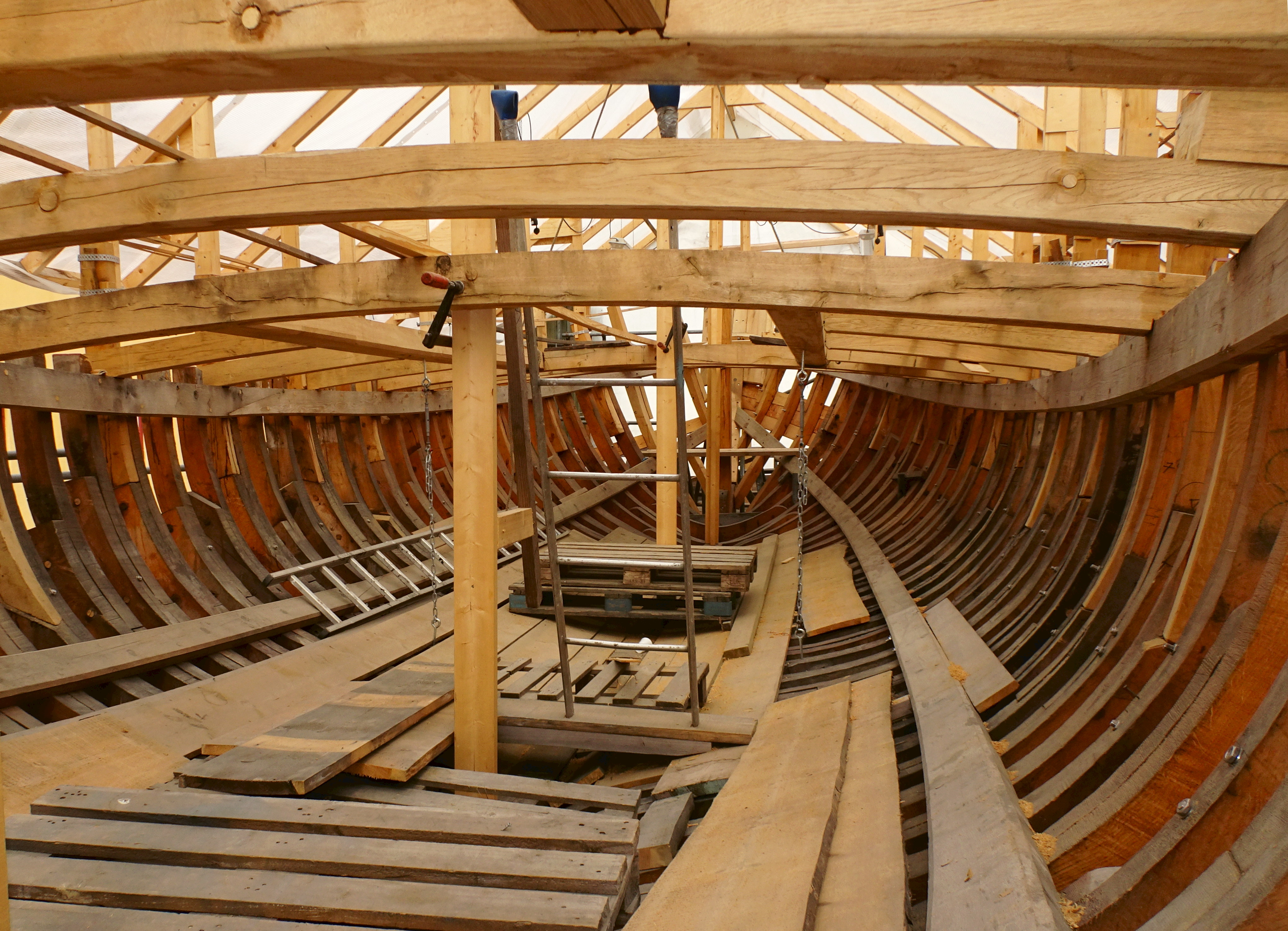
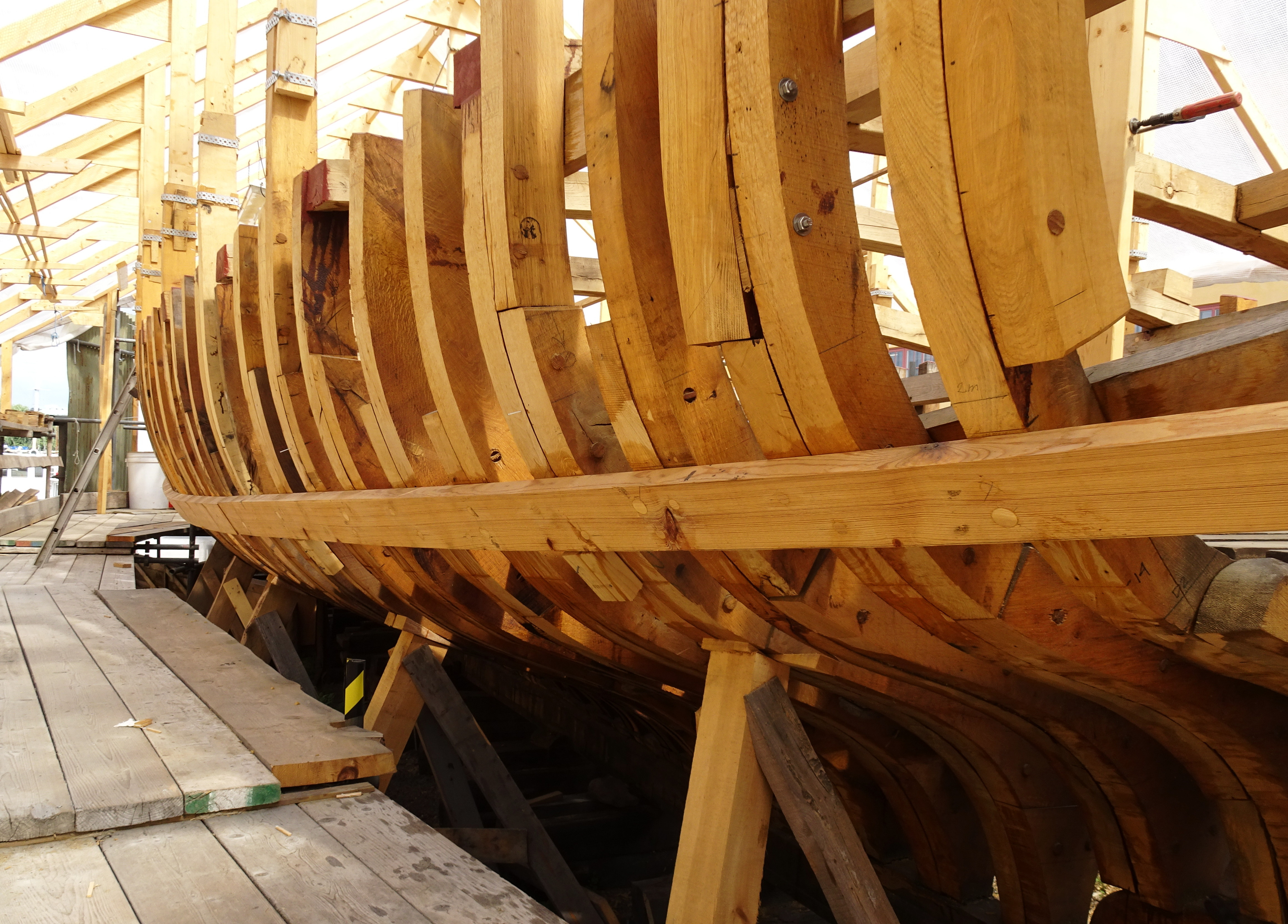
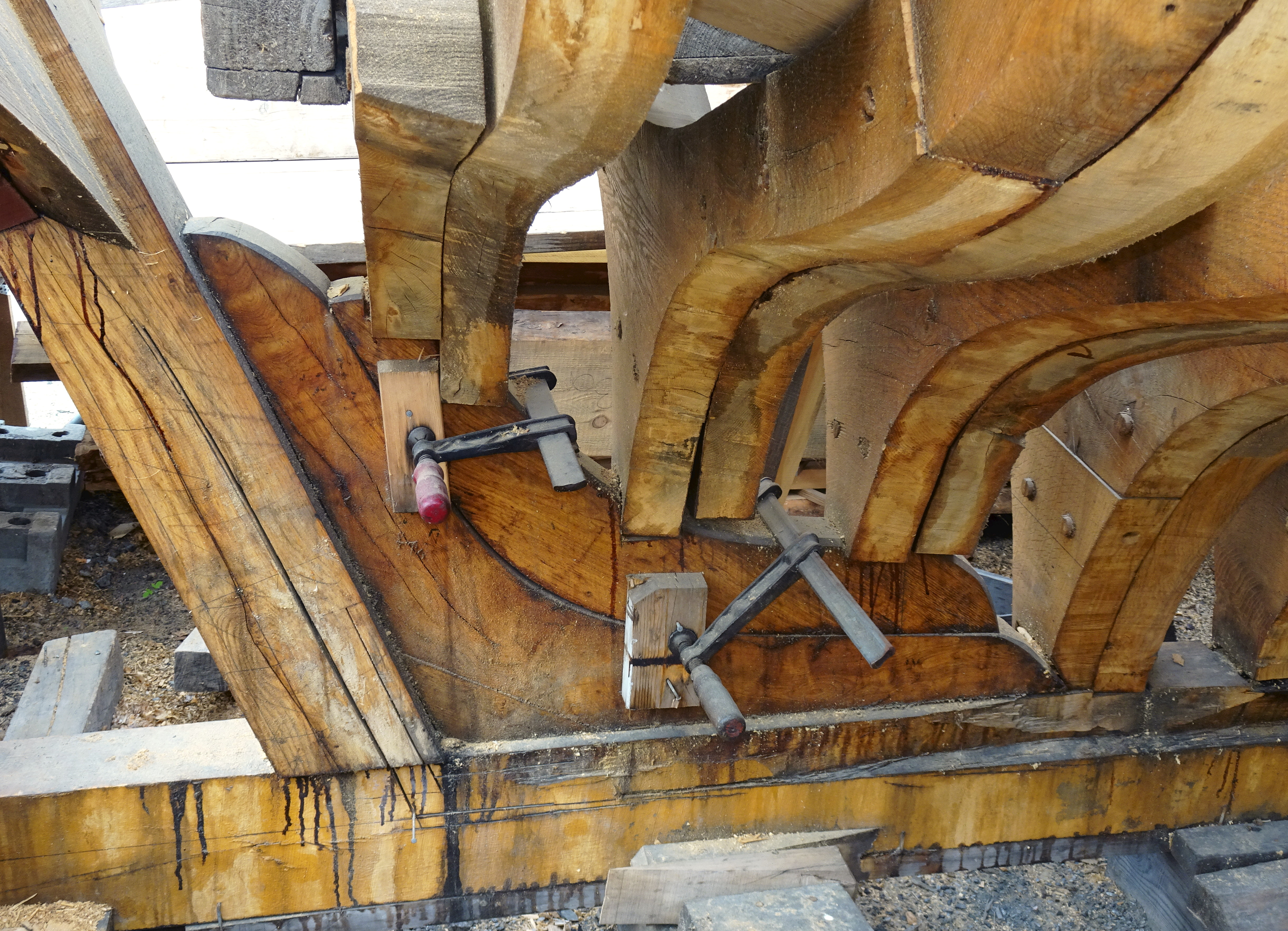